# Flines-lès-Mortagne
Flines-lès-Mortagne – miejscowość i gmina we Francji, w regionie Hauts-de-France, w departamencie Nord.
Według danych na rok 1990 gminę zamieszkiwały 1433 osoby, a gęstość zaludnienia wynosiła 99 osób/km² (wśród 1549 gmin regionu Nord-Pas-de-Calais Flines-lès-Mortagne plasuje się na 451. miejscu pod względem liczby ludności, natomiast pod względem powierzchni na miejscu 136.).